# Peter Scheibenhart
Peter Scheibenhart (* um 1478 in Deidesheim; † 1529 in Heidelberg) war ein deutscher Theologe und Rektor der Universität Heidelberg.

## Leben
Das Geburtsdatum des Peter Scheibenhart ist nicht bekannt. Der erste schriftliche Nachweis von ihm findet sich in der Matrikel der Universität Heidelberg am 5. April 1494. Er war darin als Student eingetragen und zu diesem Zeitpunkt vermutlich 16 Jahre alt, somit dürfte sein Geburtsjahr um 1478 herum liegen. Der Familienname Scheibenhart in Deidesheim findet sich in der Bevölkerungsaufnahme von 1530 und in Güterrenovationen; nach 1536 wurde der Name in Deidesheim allerdings nicht mehr erwähnt. Die Vorfahren des Peter Scheibenhart stammen vermutlich aus der Gemeinde Scheibenhardt.
Seinen ersten Lateinunterricht erhielt er wahrscheinlich in der Lateinschule in Deidesheim. Nachdem er sich unter dem Rektorat des Johannes Niger 1494 an der Universität Heidelberg als Theologiestudent immatrikuliert hatte, wurde er am 5. Juni 1495 zum Baccalaureus promoviert und durfte nun das Lizenziat anstreben. Er empfing vermutlich dann die Priesterweihe. Einkünfte bezog Scheibenhart aus einer Pfründe in Worms, mit der keine Residenzpflicht verbunden war. Er wohnte in einem Haus in Heidelberg, das der Universität gehörte.
Am Tag vor dem Thomastag (am 20. Dezember) 1503 wurde Scheibenhart zum Dekan gewählt, vermutlich von der theologischen Fakultät. An akademischen Graden erwarb er das Lizenziat und wurde zum Doktor promoviert. Am Vortag des Johannistags (am 23. Juni) 1507 wurde Scheibenhart zum ersten Mal zum Rektor der Universität Heidelberg gewählt. Das Rektorat dauerte damals immer ein halbes Jahr, vom Johannestag (24. Juni) bis zum Thomastag (21. Dezember). Am Thomastag 1507 wurde Scheibenhart von Magister Johannes Link von Hirschorn als Rektor abgelöst. Scheibenhart fungierte danach als Prorektor; in dieser Eigenschaft musste er nach Mainz reisen, um dem vor der Pest dorthin geflohenen Johannes Link den Rektoreid abzunehmen. Nachdem der Kurfürst Philipp Anfang 1508 verstorben war, musste Scheibenhart, der als Prorektor Repräsentant der Universität war, bei seinem Nachfolger Ludwig V. vorstellig werden, um eine Bestätigung der Universitätsprivilegien zu erbitten.
Im Jahr 1517 begann mit der Veröffentlichung von Martin Luthers Thesen die Reformation. Luthers Thesen sollten, soweit sie der gängigen Lehre der Kirche widersprachen, wissenschaftlich geprüft und verteidigt werden. Luther tat dies, wann immer sich eine Möglichkeit dazu bot. In dieser Angelegenheit kam er im Frühling 1518 auch nach Heidelberg, wo die Augustiner am 26. April eine öffentliche Disputation organisiert hatten. Die Veranstaltung, bei der die Unzulänglichkeit der sittlichen Kraft des Menschen thematisiert wurde, wurde von Augustinern, Studenten und Professoren der Heidelberger Universität, sowie von Hofleuten besucht. Luther verteidigte dabei 40 Lehrsätze; zu den Heidelberger Professoren, die ihm gegenübertraten und die gängige kirchliche Lehre vertraten, gehörte auch Peter Scheibenhart.
Im Jahr 1519 brach in Heidelberg die Pest aus; die Universität erteilte ihren Angehörigen die Erlaubnis, die Stadt zu verlassen. Nachdem Siegel und Stöcke in die Heiliggeistkirche, sowie Akten und Bücher in Scheibenharts Haus gebracht worden waren, war die Universität vorübergehend verwaist; zur Wahl des Rektors am 20. Dezember fanden sich allerdings genügend Professoren zusammen. Sie wählten Peter Scheibenhart zum zweiten Mal als Rektor; dieser befand sich zu dieser Zeit allerdings in Worms, wo er seine Pfründe hatte. Er kam erst im Frühjahr 1520 wieder zurück, nachdem der Pestverlauf in Heidelberg seinen Höhepunkt überschritten hatte. Scheibenharts zweites Rektorat dauerte bis zum 23. Juni 1520. Zwei Jahre später, am 20. Dezember 1522, wurde Scheibenhart ein drittes Mal zum Rektor der Heidelberger Universität gewählt. Seine dritte Amtszeit als Rektor dauerte nun ein ganzes Jahr, denn Kurfürst Ludwig V. hatte angeordnet, dass die Dauer des Rektorats auf ein volles Jahr verlängert werden solle, wie dies an anderen Universitäten zumeist auch gehandhabt wurde.
Mehrere Male war Scheibenhart noch Prorektor der Universität: 1517 unter dem Rektor Peter Günther aus Neustadt und 1519 unter dem Rektor Johannes Hötzer; danach 1525 wieder unter dem erst 13-jährigen Rektor Christoph von Henneberg und schließlich 1526 nochmals unter dem Rektor Philipp Zwengel.
Im Jahr 1529 verstarb Scheibenhart in Heidelberg, vermutlich an der Pest, die zu dieser Zeit wieder in Heidelberg wütete. Er wurde wahrscheinlich, wie viele andere Angehörige der Universität, bei oder in der Peterskirche bestattet. Er war wohl ein hoch angesehener Professor der Theologie; dass es wenige historische Nachweise über ihn und seine Leistungen gibt, kann damit zusammenhängen, dass sich kurz nach seinem Tod die Reformation in der Kurpfalz durchsetzte, was eine Herabstufung in der Bewertung der Vertreter der „alten“ Lehre zufolge hatte. Die Universität Heidelberg besitzt heute keinerlei Urkunden oder Akten mehr von Peter Scheibenhart.

## Stiftung
Am Bartholomäustag (24. August) 1531 wurde Scheibenharts Testament vollstreckt. Er hinterließ eine Stiftung mit einem Kapitalstock von 200 fl. Sie sollte Interessierten, besonders solchen aus seiner Vaterstadt Deidesheim, ein Stipendium für ein Studium an der Heidelberger Universität gewähren. Es war eines der finanzstärksten Stipendien der Universität Heidelberg. Im Stadtarchiv Deidesheims gibt es das sogenannte „Rote Buch“, ein Rechtsbuch, in dem rechtliche Vorgänge vermerkt wurden. Darin gibt es eine Abschrift der Urkunde zur Einrichtung der Stiftung. Letztmals erwähnt wurde Scheibenharts Stiftung im Jahr 1683 bei einer Zusammenstellung des Universitätsvermögens.